# Tevfik Rüştü Aras
Tevfik Rüştü Aras (Çanakkale, 1883 – Ankara, 1972) è stato un politico turco.

## Biografia
Medico a Salonicco fino al 1912, dal 1925 al 1938 fu ministro degli affari esteri e dal 1937 presidente della Società delle Nazioni.